# Sporodictyon schaererianum
Sporodictyon schaererianum är en svampart som beskrevs av A. Massal. Sporodictyon schaererianum ingår i släktet Sporodictyon och familjen Verrucariaceae.  Arten är reproducerande i Sverige. Inga underarter finns listade i Catalogue of Life.